# Rebecca Bennett
Rebecca Bennett (* 1. März 1999) ist eine ehemalige australische Sprinterin, die sich auf den 400-Meter-Lauf spezialisiert hat.

## Sportliche Laufbahn
Erste internationale Erfahrungen sammelte Rebecca Bennett bei den IAAF World Relays 2019 in Yokohama, bei denen sie mit der australischen Mixed-Staffel über 4-mal 400 Meter mit 3:21,80 min im Vorlauf ausschied. Anschließend siegte sie bei den Ozeanienmeisterschaften in Townsville in dieser Disziplin in 3:23,56 min gemeinsam mit Ellie Beer, Tom Willems und Ian Halpin. Im Oktober startete sie mit der Frauenstaffel bei den Weltmeisterschaften in Doha und schied dort mit 3:28,94 min im Vorlauf aus. Im Juni 2021 bestritt sie ihre letzten offiziellen Wettkämpfe und beendete daraufhin ihre aktive sportliche Karriere im Alter von 22 Jahren.

## Persönliche Bestleistungen
- 300 Meter: 38,85 s, 9. Juni 2019 in Sydney
- 400 Meter: 52,61 s, 22. Februar 2020 in Sydney